# Centistidea tortilis
Centistidea tortilis är en stekelart som först beskrevs av Papp 1984.  Centistidea tortilis ingår i släktet Centistidea och familjen bracksteklar. Inga underarter finns listade.